# Гайнц Дуфеншмірц
Доктор Гайнц «Дуф» Дуфеншмірц (інша версія Хайнц Дуфеншміртц, англ. Dr. Heinz "Doof" Doofenshmirtz) — персонаж мультсеріалів «Фінеас і Ферб» і «Закон Майла Мерфі».
У «Фінеасі і Фербі» був злим науковцем, який хотів розквитатися з шибениками з дитинства, відібрати в брата владу над територією Трьох Штатів і робив будь-які злі справи. Боровся з качкодзьобом Перрі. Володів «Корпорацією Злого Дуфеншмірца», яку перейменував на «Корпорацію… Дуфеншмірца», бо у «Законі Майла Мерфі» уже навпаки робить добрі справи.
В оригінальному озвученні доктор Дуфеншмірц має німецький акцент. Він походить з вигаданої європейської країни Дрюсельштейн.
Дуфеншмірц є в кількох товарах, включно із книжками та відеогрою.

## У «Фінеасі і Фербі»
Спочатку Дуфеншмірц зображений як безглуздий, незграбний злий науковець. Попри твердження, що Дуфеншмірц ― доктор, він фактично придбав докторський ступінь в Інтернеті. У нього було нікчемне дитинство і життя. Батьки любили його молодшого брата Роджера, а не його (тимчасово його навіть виховували оцелоти, а його єдиним другом була повітряна кулька Бульбашка).
У дорослому віці прагне захопити територію Трьох Штатів, поквитавшись таким чином з братом, який є її мером, помститися іншому, що йому дошкуляло раніше і робить всілякі погані справи. Для цього він використовує різні прилади, які він називає «-інаторами». У Дуфеншмірца є ворог ― секретний агент Перрі-Качкодзьоб, з кодовим ім'ям «Агент П». Перрі живе у сім'ї Флінн-Флетчерів, прикидаючись домашнім улюбленцем, який нічого не робить.
Зазвичай качкодзьоб руйнує плани Дуфеншмірца. Однак інколи Дуф таки втілює свій злий план. Коли таке стається, він спочатку радіє, хоча інколи зазвичай розуміє, що це дуже погано, і сам хоче його зірвати.
До свого ворога, Перрі Качкодзьоба, він теж поступово змінює ставлення. Спочатку, розкриваючи план, він хапає його у пастку із намірами вбити. Однак в епізоді «Міпопея у Сіетлі», він Перрі називає другом. Перрі також жаліє Дуфа і любить його, інколи навіть допомагає з різними побутовими проблемами.
У Дуфеншмірца є дочка від колишньої дружини, Шарлін — Ванесса Дуфеншмірц. У першому сезоні вона відкрито ненавидить свого батька, за те що той ― поганець і поводиться з нею як з дитиною. Однак протягом серіалу їх стосунки налагоджуються. Вона знаходить у ньому хороші риси і розуміє, що він її любить і, як може, піклується. Згодом Гайнц також змінює погляди про «свою маленьку дівчинку».
У фіналі серіалу, в серії «Останній день літа», Дуф таки досягає мети й захоплює територію Трьох Штатів за допомогою Повторювач-інатора, який знову і знову повторює один і той же день. Завдяки цьому він наперед знає усі кроки Перрі Качкодзьоба і втілює свій план. Зайнявши місце губернатора, він підписує закон, за яким Агент Пе не має права протидіяти йому. Втіливши свій план, він дізнається, що Ванессу прийняли стажуватися в «О. Б. К. А.». Він не задоволений цим, адже це «хороші хлопці» і його вороги. Однак, поставивши щастя доньки вище за своє й усвідомивши, що він не має бути поганцем, він дозволяє Ванессі стажуватися в «О. Б. К. А.», згодом сам ставши її членом.

### Альтернативна версія
Як видно з фільму «Фінеас і Ферб у другому вимірі», він має альтернативну версію.
Невідомо, чи існує альтернативна версія його брата Роджера, але дитинство Дуфа-2 було не таким паскудним, як у 1-го. Єдине, що з ним відбулося поганого в дитинстві, — це те, що він загубив іграшковий поїзд Чух-Чух. Як він говорить, «це й породило зло в його серці».
Подорослішавши, Дуфеншмірц-2 одружився з альтернативною Шарлін, яка народила альтернативну Ванессу. На меті у Дуфа-2 теж було захопити Триштаття. Для завоювання він створив гігантську армію роботів. Альтернативна «О. Б. К. А.» зрозуміла його план і відправила альтернативного Агента П зупинити його. Однак, хитріший і розумніший від своєї іншовимірної версії, Дуф-2 захопив качкодзьоба і зробив з нього кіборга, переналаштувавши на зло.
Згодом Дуфеншмірц-2 відправив його та роботів на повномасштабне захоплення Триштаття, що увінчалося успіхом. В результаті всі у Трьох Штатах потрапили під контроль родини Дуфеншмірца. Він впроваджує тиранію і свої закони.
В якийсь момент під час правління родини Дуфеншмірц Кендес-2 заснувала «Рух Опору» — організацію, яка прагнула покінчити з правлінням Дуфа раз і назавжди. Протягом кількох років Дуфеншмірц-2 та «Рух Опору» протистоять одне одному. Однак Дуфеншмірцу-2 вдавалося зберегти правління, не даючи Опору жодних шансів на перемогу.
Коли Дуфеншмірц з Фінеасом і Фербом з першого виміру роблять перемикач альтернативних вимірів, Дуф-2 ставить собі мету заволодіти Триштаттям з їхнього виміру. Однак, після тривалої боротьби, Дуфеншмірц-1 віддає Дуфеншмірцу-2 свого поїзда Чух-Чуха, якого він не губив, і Дуф-2 кається. Опір скидає його з влади та садить до в'язниці.

## У «Законі Майла Мерфі»
Доктор Дуфеншмірц з'являється на кілька секунд наприкінці першого сезону серіалу «Закон Майла Мерфі» і стає постійним персонажем другого. В епізоді «Ефект Фінеаса і Ферба» він дізнається, що саме він винайде машину часу і назветься Професором Часом. Він робить першу версію машини часу і з іншими героями зупиняє живі Фісташки, які захоплять Землю у майбутньому. Після цього його будинок-корпорація вибухає і Дуфеншмірц переїжджає жити до сім'ї Мерфі.
Залишивши злі дні позаду, він дружить з Перрі-Качкодзьобом і шукає себе у добрих справах, створюючи хороші «-інатори», але не помічає, що все одно створює проблеми.
У серії «Хворий» він дізнається, що «О. Б. К. А.» платить Перрі, щоб той доглядав за цим. Дуфеншмірц почувається пригнічено, кажучи, що Перрі дружить з ним за гроші, ображається на качкодзьоба і розриває з ним усі стосунки. Згодом він знаходить нового приятеля ― Вінні Дакоту. Той теж втратив свого друга Кевендіша, який зник, тож Дуф з Дакотою починають його шукати.